# Грандин, Тэмпл
Тэмпл Грандин (англ. Temple Grandin; род. 29 августа 1947, Бостон) — американская учёная и писательница, профессор животноводства в Университете штата Колорадо и консультант животноводства по поведению животных, автор нескольких популярных книг. Всемирно известная женщина с аутизмом. Грандин является одной из первых, публично поделившихся личным опытом аутизма. В 2010 году журнал Time включил её в категорию «Герои» своего ежегодного списка из 100 самых влиятельных людей в мире — «Time 100».

## Биография
Тэмпл Грандин родилась в Бостоне в штате Массачусетс, в богатой семье. Вопреки широко распространенной информации, у Грандин никогда не было официального диагноза «аутизм» в детстве или в молодости. Единственным диагнозом, полученным Грандин в возрасте 2 лет, было «повреждение головного мозга». Официальный диагноз был поставлен ей только в возрасте 64 лет с помощью метода «мозговой визуализации», проведённого в 2010 году в Университете штата Юта.
В 1966 году Тэмпл закончила частную школу. В 1970 году она получила в Колледже Франклина Пирса в штате Нью-Гэмпшир степень бакалавра психологии человека, в 1975 году — степень магистра животноводства в Университете штата Аризона, а в 1989 — степень доктора животноводства в Иллинойсском университете в Урбане-Шампейне.
Тэмпл Грандин является всемирно известным защитником домашнего скота, выступающим за гуманное к ним отношение при убое, а также одним из лидеров аутистов. Темпл также известна как изобретатель «обнимательной машины» — приспособления для успокоения аутистов.
Тэмпл Грандин посвящена глава в книге Оливера Сакса «Антрополог на Марсе», в которой описываются особенности её мышления и уникальные способности. Она участвовала в ряде телепередач и снималась в документальных фильмах . В 2010 году режиссёром Миком Джексоном был снят биографический фильм «Темпл Грандин» с Клэр Дэйнс в главной роли.

### Комментарии
1. ↑  
По другим данным, в трехлетнем возрасте Тэмпл Грандин поставили диагноз «аутизм». При этом врач предложил до конца жизни поместить девочку в больницу[7]